# Personaggi di Densetsu kyojin Ideon
Questa è una lista di personaggi dell'anime Densetsu kyojin Ideon.

## Equipaggio della Nave Solo
- Cosmo Yuki (ユウキ・コスモ?, Yūki Kosumo)

Seiyuu: Yoku Shioya
Cosmo è il protagonista maschile della serie. Ha 15 anni e vive sul pianeta Solo insieme al padre archeologo, ma si ritrova a pilotare l'Ideo-Delta/Sol Conver in seguito all'attacco del Buff Clan; inoltre è il principale pilota dell'Ideon nella sua forma combinata. 
Nel film Be Invoked, dopo aver assistito alla morte della maggior parte dei suoi amici, si lancia in un attacco disperato contro la flotta del Buff Clan, finendo distrutto insieme all'Ideon, alla Gando Rowa, alla Baral Jin e tutta la flotta del Buff Clan. Successivamente il suo spirito si riunisce a quello di Kitty Kitten.
- Jordan Bes (ジョーダン・ベス?, Jōdan Besu)

Seiyuu: Hideyuki Tanaka
Un soldato terrestre di stanza sul pianeta Solo, diventa il capitano della Nave Solo dopo l'attacco del Buff Clan. Inizialmente pilota l'Ideo-Nova/Sol Vainer, che però lascia a Moera quando si rende conto che i giovani piloti sono più adatti a pilotarlo.
Sviluppa subito un forte legame con Karala, dapprima proteggendola quando gli altri membri dell'equipaggio vorrebbero ucciderla, fino a innamorarsi di lei e metterla incinta. 
Nel film Be Invoked è l'unico membro dell'equipaggio della Nave Solo rimasto in vita, prima dell'esplosione finale che annienta anche il Buff Clan. Il suo spirito si riunisce a quello di Karala, mentre il loro figlio, Messiah, è colui che guiderà la nuova umanità su una Terra rinata.
- Kasha Imhof (イムホフ・カーシャ?, Imuhofu Kāsha)

Seiyuu: Fuyumi Shiraishi
Un'amica di Cosmo e Deck sul pianeta Solo, nel corso dell'attacco del Buff Clan si ritrova a pilotare l'Ideo-Buster/Sol Amber. Ha un temperamento molto impulsivo e aggressivo che le causa spesso problemi; inoltre all'inizio della serie è fra coloro che maggiormente avversano Karala, e lo stesso accadrà con Gije più tardi.
Nel film Be Invoked lascia il comando dell'Ideo-Buster/Sol Amber a Deck, rimanendolo sulla Nave Solo per proteggere Karala e morendovi nello scontro col Buff Clan.
- Moera Fatima (ファトム・モエラ?, Fatomu Moera)

Seiyuu: Hideki Sasaki
Pilota dell'Ideo-Nova/Sol Vainer per la maggior parte della serie. È innamorato dell'infermiera Rapoh e rimprovera spesso Fard per la sua debolezza, incoraggiandolo a essere più coraggioso e a difendere gli altri bambini.
Muore nel corso di una battaglia contro il Buff Clan presso il pianeta Saturno e il suo ruolo come pilota è preso da Gije. Riappare come spirito alla fine del film Be Invoked, insieme a Rapoh.
- Deck Afta (アフタ・デク?, Afuta Deku)

Seiyuu: Tatsuya Matsuda
Un ragazzino amico di Cosmo sul pianeta Solo. Solitamente appare insieme a Rapappa.
Desidera ardentemente pilotare l'Ideon, e infatti verrà poi scelto da Cosmo come co-pilota dell'Ideo-Delta/Sol Conver. 
Nel film Be Invoked sostituisce Kasha come pilota dell'Ideo-Buster/Sol Amber e muore nell'esplosione che distrugge l'Ideon e il Buff Clan. Il suo spirito comunque appare alla fine insieme agli altri bambini.
- Bento Malus (マルス・ベント?, Marusu Bento)

Seiyuu: Kōichi Matsumoto
Co-pilota dell'Ideo-Buster/Sol Amber. 
Nel film Be Invoked muore nell'esplosione finale.
- Tekuno Gyabari (ギャバリー・テクノ?, Gyabarī Tekuno)

Seiyuu: Masahiro Sakuramoto, Satoshi Shimada (episodio 3), Eiichi Onoda (episodio 12), Shigeru Chiba (episodio 23)
Co-pilota dell'Ideo-Nova/Sol Vainer.
Nel film Be Invoked muore nell'esplosione finale.
- Hatari Nabur (ナブール・ハタリ?, Nabūru Hatari)

Seiyuu: Sabuko Yokoo (fino a episodio 7), Kazuhiko Inoue (da episodio 9)
Un pilota del pianeta Solo sopravvissuto all'attacco contro New Lopia del Buff Clan. Si unisce alla ciurma della Nave Solo e diventa un subordinato e confidente di Bes, che sostituisce quando questi cade malato.
Nel film Be Invoked muore quando il Buff Clan invade la Nave Solo, nel corso della battaglia finale.
- Joliver Ira (イラ・ジョリバ?, Ira Joriba)

Seiyuu: Shiozawa Kaneto
Il meccanico della Nave Solo. Insieme a Karala è trasportato dall'Ideon sulla nave di Doba Ajiba, nell'ultimo episodio della serie, e protegge la donna dall'attacco del padre, fuggendo poi insieme a lei.
- Sheryl Formosa (フォルモッサ・シェリル?, Forumossa Sheriru)

Seiyuu: You Inoue
Una studiosa di lingue che studia i resti della sesta civiltà trovati sul pianeta Solo.
Nell'ultima parte della serie stringe amicizia con Gije Zaral, membro del Buff Clan come lei ossessionato dalla ricerca dei segreti dell'Ide. I due poi si innamorano l'uno dell'altro, ma Gije rimane ucciso nella battaglia sul pianeta Steckin; questo evento, insieme alla morte di sua sorella Lin, portano Sheryl a sprofondare nell'alcolismo.
Nel film Be Invoked sale sul ponte della Nave Solo insieme al piccolo Lou, da lui considerato la chiave per sfruttare il massimo potere dell'Ide. Muore a causa della Wave Leader Gun lanciata dall'Ideon contro una cometa e il suo spirito si ricongiunge con quello dell'amato Gije
- Lin Formosa (フォルモッサ・リン?, Forumossa Rin)

Seiyuu: Keiko Yokozawa
Sorella minore di Sheryl, si occupa dei bambini a bordo della Nave Solo. Rimane uccisa sul pianeta Ajian, quando tutti i civili sono fatti ostaggi dai militari del pianeta per costringere l'equipaggio della Nave Solo a consegnare la nave e l'Ideon al Buff Clan.
Nel film Be Invoked il suo spirito riappare alla fine, insieme a quello di Lotta.
- Banda Lotta (バンダ・ロッタ?, Banda Rotta)

Seiyuu: Eiko Yamada
Una ragazza del pianeta Solo il cui ruolo principale è di prendersi cura dei bambini. Inizialmente è ostile a Karala e tenta addirittura di ucciderla, senza riuscirvi. 
Nel film A Contact è proprio lei a causare la morte di Mayaya (uccisa invece dai soldati della Nave Solo nella versione televisiva).
Nel film Be Invoked muore per mano di Harulu, nel tentativo di difendere Karala. Il suo spirito appare poi insieme a quello di Lin.
- Rapoh Famu (ファム・ラポー?, Famu Rapō)

Seiyuu: Kimiko Tsuruta
Infermiera di bordo, di cui Moera è innamorato.
Nel film Be Invoked muore durante l'attacco finale del Buff Clan.
- Fard Malaka (マラカ・ファード?, Maraka Fādo)

Seiyuu: Sanae Takagi
Uno dei bambini della Nave Solo, il più timido. Gioca spesso con le bambole e viene rimproverato per la sua debolezza da Moera, che vorrebbe vederlo più coraggioso e pronto a difendere gli altri bambini.
Nel film Be Invoked si impegna per difendere Ashura e Lou quando il Buff Clan invade la Nave Solo, rimanendo poi ucciso. Il suo spirito riappare alla fine del film insieme a quello degli altri bambini.
- Ashura Novak (ノバク・アーシュラ?, Nobaku Āshura)

Seiyuu: Masako Matsubara
Una bambina della Nave Solo, i cui genitori sono morti nell'attacco del Buff Clan a New Lopia. Spesso è lei a condurre Fard e Piper Lou in varie attività, a volte anche cacciandosi nei guai.
Nel film Be Invoked viene decapitata da un laser quando il Buff Clan invade la Nave Solo.
- Piper Lou (パイパー・ルウ?, Paipā Rū)

Seiyuu: You Inoue
Il più piccolo fra i bambini della Nave Solo. Nel corso della serie si scopre che l'Ide protegge soprattutto i bambini ed emerge il forte legame fra l'Ide e Lou. Proprio quando il bambino è a bordo del mecha questi può evocare per la prima volta le Ideon Swords e sprigionare il suo immenso potere.
Nel film Be Invoked, il potere dell'Ide protegge Lou dalla Wave Leader Gun in cui invece muore Sheryl, salita sul ponte della Nave Solo assieme al bambino per assistere alla manifestazione dell'Ide. Alla fine del film il suo spirito appare insieme a quello di Messiah, per guidare Terrestri e Buff Clan verso una nuova Terra.
- Rapappa (ラパパ?, Rapapa)

Seiyuu: -
Uno scoiattolo blu a due code. Solitamente appare sulla spalla di Deck.
Stranamente il suo spirito non appare alla fine del film Be Invoked.

## Buff Clan
- Karala Ajiba (カララ・アジバ?, Karara Ajiba)

Seiyuu: Keiko Toda
Figlia minore del comandante supremo Doba Ajiba. Si reca sul pianeta Solo per investigare sull'Ide, venendo accolta dapprima sulla Nave Solo perché scambiata per una terrestre, poi fatta prigioniera quando vengono scoperte le sue origini aliene. Inizialmente deve affrontare l'ostilità dei Terrestri, fra cui quella di Lotta che tenta di ucciderla; è tuttavia protetta da Jordan Bes, che lentamente si innamora di lei.
Tenta più volte di negoziare la pace fra Buff Clan e Nave Solo, fallendo sia con la sorella Harulu ch col padre Doba. Nell'ultimo episodio della serie si scopre che aspetta un figlio da Bes, chiamato Messiah. Per questo il padre tenta di ucciderla, ma fugge dalla Baral Jin con Joliver e grazie al potere dell'Ide sopravvive all'esplosione della navetta su cui viaggiava.
Nel film Be Invoked è invece uccisa dalla sorella Harulu, che le spara in faccia dopo aver scoperto che aspetta un figlio da un Terrestre. Tuttavia, alla fine del film il suo spirito si ricongiunge a quello di Bes, mentre Messiah conduce i due popoli verso una nuova Terra.
- Gije Zaral (ギジェ・ザラル?, Gije Zararu)

Seiyuu: Kazuo Hayashi
Inizialmente ufficiale della spedizione del Buff Clan mandata sul pianeta Solo alla ricerca dell'Ide. Si scontra più volte con Cosmo e Bes, sviluppando una forte rivalità con loro; inoltre pare molto legato a Karala, che cerca più volte di liberare.
Si unisce poi alle forze della Ome Foundation, guidata da Daram Zuba, che cerca di impossessarsi dell'Ideon e della Nave Solo. Abbandonato sulla Luna, incontra Sheryl che lo conduce sulla Nave Solo. Conquista la fiducia dei Terrestri della Nave Solo, avendo ormai messo da parte gli antichi rancori con l'unico scopo di assistere alla manifestazione dell'Ide e studiarlo, e diventa poi, alla morte di Moera, pilota dell'Ideo-Nova/Sol Vainer; muore tuttavia nel penultimo episodio della serie, nella battaglia su Steckin. 
Nel film Be Invoked il suo spirito si riunisce a quello dell'amata Sheryl dopo la morte di lei.
- Doba Ajiba (ドバ・アジバ?, Doba Ajiba)

Seiyuu: Takkou Ishimori
Comandante supremo del Buff Clan, nonché padre di Harulu e Karala. Il suo scopo è quello di impossessarsi dell'Ideon e della Nave Solo per deporre l'imperatore Zuou; a tale scopo ha stretto un accordo con la Ome Foundation.
Guida l'ultimo attacco del Buff Clan contro la Nave Solo, a bordo di una gigantesca astronave, la Baral Jin. Quando scopre che la figlia Karala aspetta un figlio da Jordan Bes, un alieno, cerca di ucciderla.
Nel film Be Invoked si rende conto, durante l'ultima battaglia con l'Ideon, che la volontà dell'Ide è di annientare le loro due razze, Terrestri e Buff Clan, per crearne una nuova. Muore per mano dei suoi stessi uomini, quando ordina un attacco suicida che distrugga l'Ideon ma anche il Buff Clan. Il suo spirito appare alla fine del film, insieme a quello dell'imperatore Zuou.
- Harulu Ajiba (ハルル・アジバ?, Haruru Ajiba)

Seiyuu: Youko Asagami
Sorella maggiore di Karala e figlia maggiore di Doba Ajiba. Dopo il fallimento di Abadede Gurimade le viene affidato il comando delle operazioni per la distruzione dell'Ideon e della Nave Solo.
Precedentemente era innamorata di Daram Zuba e, anche se non sembra molto felice di rivederlo quando lui la salva dalla distruzione della Dorowa Zan, si rammarica della sua morte e del fatto di non aver potuto udire le sue ultime parole.
Odia a morte la sorella Karala per aver tradito il Buff Clan e aver ceduto all'amore di un alieno, arrivando nel film Be Invoked a ucciderla, sparandole in volto. In realtà, ammette poi col padre che l'ha fatto perché mossa dall'invidia verso la sorella, rimasta incinta dell'uomo che ama. Muore poco dopo per mano dell'Ideon, che riesce con l'Ideon Gun a colpire la sua nave quando ancora si trova nel sub-spazio.
Alla fine, il suo spirito ricompare insieme a quello di Daram Zuba.
- Damido Pechi (ダミド・ペッチ?, Damido Petchi)

Seiyuu: Banjou Ginga
Uno degli ufficiali della prima spedizione del Buff Clan sul pianeta Solo. Si dimostra molto più aggressivo e spregiudicato di Gije, essendo interessato unicamente all'avanzamento nella gerarchia militare. Come Gije, è spedito sul pianeta natale del Buff Clan dopo l'ennesimo fallimento ma ritorna, sotto il comando di Harulu, solo per trovare la morte in battaglia.
Nel film A Contact il suo ruolo è molto più marginale, morendo nella battaglia sul pianeta Solo.
Nel film Be Invoked appare alla fine, sotto forma di spirito, assieme a Mayaya.
- Abadede Gurimade (アバデデ・グリマデ?, Abadede Gurimade)

Seiyuu: Ikeda Masaru
Ufficiale del Buff Clan di cui Gije e Damido sono sottoposti. Muore sul pianeta Ajian, assalito dalle stesse creature Bajin che aveva tentato di aizzare contro l'Ideon.
- Guhaba Geba (xグハバ・ゲバ?, Guhaba Geba)

Seiyuu: Takeshi Watabe
Subordinato di Harulu, che gli ordina di umiliare Karala quando ella tenta di riunirsi alla sorella. Muore a bordo del suo Zigg Mack, in una battaglia contro l'Ideon.
- Doku Jilbal (ジルバル・ドク?, Jirubaru Doku)

Seiyuu: Ishimori Takkō (versione TV), Masaru Ikeda (versione cinematografica)
Subordinato di Harulu.
- Rukuku Kil (ルクク・キル?, Rukuku Kiru)

Seiyuu: Takashima Gara
Ufficiale donna del Buff Clan, inviata sulla Terra per sconfiggere l'Ideon e la Nave Solo dopo il fallimento della Ome Foundation. Entrata in possesso di un video contenente le ultime parole di Daram Zuba, lo deride, venendo udita così da una spia di Harulu, Kulara Kina, che poi la uccide per ordine della sua padrona.
- Kulara Kina (クララ・キナ?, Kurara Kina)

Seiyuu: Keiko Ozaki
Spia di Harulu a bordo della nave di Rukuku Kil. Uccide la donna per ordine della sua padrona, dopo che questa aveva deriso le ultime parole di Daram Zuba, vecchio amante di Harulu. Muore nell'esplosione della nave stessa per mano dell'Ideon.
- Hannibal Gen (ハンニバル・ゲン?, Han’nibaru Gen)

Seiyuu: Genda Tessho
Ufficiale del Buff Clan. Collabora con Marshall Franklin nel tentativo di distruggere l'Ideon, fallendo.
- Daram Zuba (ダラム・ズバ?, Daramu Zuba)

Seiyuu: Shojiro Kihara
Un ufficiale della Ome Foundation, un tempo amante di Harulu. Soccorre la donna dopo la distruzione della Dorowa Zan da parte dell'Ideon e affronta il Dio Gigante su Kyaral. Insegue poi la Nave Solo sulla Luna e sulla Terra, dove sfida Cosmo a duello con l'intenzione di farsi esplodere insieme a un ordigno nucleare; Gije, però, lo ferma sparandogli.
Nel film A Contact la sua morte è differente, in quanto è ucciso dalle Ideon Swords.
Nel film Be Invoked il suo spirito appare alla fine, insieme a quello di Harulu.
- Gindoro Jinmu (ギンドロ・ジンム?, Gindoro Jinmu)

Seiyuu: Seizo Katou
Capo della Ome Foundation, un'organizzazione che cospira con Doba Ajiba per deporre l'imperatore Zuou. Appare a bordo della Baral Jin nella battaglia finale contro l'Ideon e la Nave Solo.
Nel film Be Invoked tenta di convincere Doba a lasciarlo partire per il pianeta natale del Buff Clan, volendosi accertare se è rimasto distrutto o meno dalle meteore generate dall'Ide, ma nel corso della discussione il comandante supremo gli spara. Il suo spirito appare poi un'ultima volta a Doba prima dell'attacco finale.
- Zuou Habel Grande (ズオウ・ハビエル・ガンテ?, Zuou Habieru Gante)

Seiyuu: Seizo Kato
Imperatore del Buff Clan. Per ragioni mai esplicitate, Doba desidera deporlo. Nella serie televisiva non compare mai e il suo nome è solo citato.
Nel film Be Invoked appare brevemente quando le meteore generate dall'Ide cadono sul pianeta natale del Buff Clan, causandone la morte. Il suo spirito appare alla fine del film, insieme a quello di Doba.

## Altri
- Kitty Kitten (キッチ・キッチン?, Kitchi Kitchin)

Seiyuu: Rumiko Ukai
Ragazza del pianeta Kyaral, postasi a capo di una banda di ragazzini dopo che il Buff Clan ha devastato il pianeta. Desidera che la Nave Solo lasci il pianeta, avendo causato l'attacco del Buff Clan, tuttavia offre il suo aiuto per i rifornimenti della nave. 
Diventa amica di Cosmo, il quale a sua volta si innamora di lei. Muore per mano di Daram Zuba, la cui capsula di salvataggio era precipitata sul pianeta dopo l'ennesimo scontro con l'Ideon. La sua morte colpisce profondamente il ragazzo.
Nel film Be Invoked muore, sempre su Kyaral, in un'esplosione sotto gli occhi di Cosmo. Alla fine del film appare sotto forma di spirito e risveglia il ragazzo con un bacio.
- Camyula Lanban (カミューラ・ランバン?, Kamyūra Ranban)

Seiyuu: Takako Kondo
Un ufficiale donna di un pianeta-colonia terrestre. Nell'aspetto e nel carattere ricorda a Cosmo la propria madre. Muore durante l'attacco del Buff Clan.
- Marshall Franklin (マーシャル・フランクリン?, Māsharu Furankurin)

Seiyuu: Toshida Ueda
Comandante dell'incrociatore spaziale Scarabelli, insegue la Nave Solo dopo la sua fuga dalla Terra per impadronirsi di essa e del Dio Gigante Ideon. Quando l'equipaggio di fuggiaschi decide di distruggere la Nave Solo e l'Ideon, apparentemente acconsente e lascia che siano piazzati degli ordini nucleari, salvo poi tentare di impossessarsi della nave e del mecha facendo disinnescare le bombe. Muore in seguito alla distruzione della Scarabelli per mano dell'Ideon.
- Commodore (コモドア?, Komodoa)

Seiyuu: Masaya Taki (versione TV), Kan Tokumaru (versione cinematografica)
Il leader del pianeta Ajian dopo che i missili fotonici del Buff Clan l'hanno devastato. Stringe un accordo con Guldabra Dron del Buff Clan per tradire l'equipaggio della Nave Solo in cambio della salvezza della sua gente. 
Viene ferito da Sheryl, resa furente dalla morte della sorella Lin, e finito da Gije.
- Messiah (x?, x)

Seiyuu: x
Il figlio di Jordan Bes e Karala Ajiba. La sua esistenza è rivelata da Karala stessa al proprio padre, Doba Ajiba, quando il potere dell'Ide trasporta lei e Joliver sulla Barala Jin. 
Benché non sia ancora nato, dimostra una notevole influenza sull'Ide, generando un campo protettivo che salva la madre dapprima dall'esplosione della navetta su cui stava fuggendo e poi da un attacco di un mecha del Buff Clan, oltre a essere capace di comunicare con Piper Lou, l'altro bambino della Nave Solo.
Cosmo e Kasha decidono di chiamarlo Messiah, come il salvatore di un'antica leggenda terrestre, e di proteggerlo in quanto è la chiave per il controllo dell'Ide. Anche quando Karala muore per mano di Harulu, il bambino rimane in vita, secondo le parole dell'infermiera Rapoh.
Dopo l'esplosione finale che distrugge i Terrestri e il Buff Clan, Messiah e Lou guidano tutti gli spiriti delle persone morte verso una nuova Terra rinata.